# تجزئة الحمض النووي
تجزئة الحمض النووي هو فصل أو تكسير خيوط الحمض النووي إلى قطع. يمكن اجرائه عن قصد بواسطة أفراد المختبر أو بواسطة الخلايا ، أو يمكن أن يحدث بشكل عفوي. التفتت العفوي أو العرضي للحمض النووي هو تجزئة تتراكم تدريجياً في الخلية. يمكن قياسه بمقايسة المذنب أو مقايسة TUNEL .
غالبًا يكون لدى الرجال الذين يعانون من عيوب في حركة الحيوانات المنوية مستويات عالية من تفتت الحمض النووي للحيوانات المنوية.  يمكن أن تتنبأ درجة تجزئة الحمض النووي في خلايا الحيوانات المنوية بنتائج الإخصاب في المختبر  (أطفال الأنابيب) وتوسعها في حقن الحيوانات المنوية داخل الهيولى  (الحقن المجهري). يعتبر كل من اختبار تشتت كروماتين الحيوانات المنوية (SCD) ومقايسة TUNEL فعالين في اكتشاف تلف الحمض النووي للحيوانات المنوية.   باستخدام الفحص المجهري للمجال الساطع ، يبدو أن اختبار SCD أكثر حساسية من اختبار TUNEL.
وحدات القياس الرئيسية هي مؤشر تجزئة الحمض النووي (DFI).  إن معدل DFI بنسبة 20٪ أو أكثر يقلل بشكل كبير من معدلات النجاح بعد الحقن المجهري.
تم توثيق تجزئة الحمض النووي لأول مرة من قبل ويليامسون في عام 1970 عندما لاحظ وجود شظايا قليلة القسيمات المنفصلة أثناء موت الخلايا في مزارع الكبد الأولية لحديثي الولادة. ووصف الحمض النووي السيتوبلازمي المعزول من خلايا كبد الفأر بعد الزرع على أنه يتميز بشظايا الحمض النووي ذات الوزن الجزيئي المكون من مضاعفات 135 كيلو دالتون . كانت هذه النتيجة متسقة مع الفرضية القائلة بأن شظايا الحمض النووي هذه كانت نتيجة تدهور محدد للحمض النووي. 

## متعمد
غالبًا ما يكون تجزئة الحمض النووي ضروريًا قبل إنشاء المكتبة أو الاستنساخ الفرعي لتسلسل الحمض النووي. تم استخدام مجموعة متنوعة من الطرق التي تنطوي على التكسير الميكانيكي للحمض النووي حيث يتم تفتيت الحمض النووي بواسطة موظفي المختبر. تتضمن هذه الطرق صوتنة ، قص الإبرة ، إرذاذ ، قص نقطة بالوعة والمرور عبر خلية ضغط. 
- هضم التقييد هو التكسير المختبري المتعمد لخيوط الحمض النووي. إنه علاج قائم على الإنزيم يستخدم في التكنولوجيا الحيوية لتقطيع الحمض النووي إلى خيوط أصغر من أجل دراسة الفروق في طول الأجزاء بين الأفراد أو لاستنساخ الجينات. [8] تعمل هذه الطريقة على تفتيت الحمض النووي إما عن طريق الانقسام المتزامن لكلا الخيوط ، أو عن طريق توليد النكات على كل خيط من dsDNA لإنتاج فواصل dsDNA. [9]
- القص الصوتي لنقل موجات الطاقة الصوتية عالية التردد التي يتم تسليمها إلى مكتبة الحمض النووي. محول الطاقة هو وعاء على شكل وعاء بحيث تتلاقى الموجات في هدف الاهتمام.
- يقوم البخاخ بإجبار الحمض النووي من خلال ثقب صغير في وحدة البخاخات ، مما يؤدي إلى تكوين ضباب دقيق يتم تجميعه. يتم تحديد حجم الجزء بواسطة ضغط الغاز المستخدم لدفع الحمض النووي عبر البخاخات ، والسرعة التي يمر بها محلول الحمض النووي عبر الفتحة ، ولزوجة المحلول ، ودرجة الحرارة. [10]
- Sonication ، وهو نوع من القص الهيدروديناميكي ، يُخضع الحمض النووي للتجويف الصوتي والقص الهيدروديناميكي عن طريق التعرض لفترات وجيزة من الصوتنة ، مما يؤدي عادةً إلى شظايا 700 نقطة أساس. لتجزئة الحمض النووي ، يتم تطبيق الصوتنة بشكل شائع في دورات الاندفاع باستخدام جهاز صوت من نوع المسبار. [11]
- قص بالوعة نقطة ، نوع من القص الهيدروديناميكي ، يستخدم مضخة حقنة لتكوين قوى القص الهيدروديناميكية عن طريق دفع مكتبة الحمض النووي من خلال انكماش صغير مفاجئ. حوالي 90٪ من أطوال الشظايا تقع في نطاق ضعفين.
- ينتج قص الإبرة قوى القص عن طريق تمرير مكتبات الحمض النووي عبر إبرة صغيرة الحجم. يمر الحمض النووي عبر إبرة قياس عدة مرات لتمزيق الحمض النووي إلى قطع دقيقة.
- تمر خلايا الضغط الفرنسية الحمض النووي عبر صمام ضيق تحت ضغط عالٍ لتوليد قوى قص عالية. باستخدام مكبس فرنسي ، يمكن تعديل قوة القص بعناية عن طريق ضبط ضغط المكبس. توفر آلة الضغط تمريرة واحدة عبر نقطة أقصى قوة قص ، مما يحد من الضرر الذي يلحق بالبنى البيولوجية الحساسة بسبب القص المتكرر ، كما يحدث في طرق التعطيل الأخرى.
- في ترانسبوزوم التفتت (الترميز) يتم تحضير الترانسبوزومات باستخدام الحمض النووي الذي يتم قطعه بعد ذلك بحيث تؤدي أحداث التحويل إلى DNA مجزأ مع محولات (بدلاً من الإدخال). يجب أن يكون التركيز النسبي للترانسبوزومات والحمض النووي مناسبًا.

## تلقائي
تجزئة الحمض النووي المبرمج هو تجزئة طبيعية تؤديها الخلايا في موت الخلايا المبرمج ( موت الخلية المبرمج). تجزئة الحمض النووي هي السمة البيوكيميائية المميزة لموت الخلايا المبرمج . في الخلايا التي تحتضر ، يتم شق الحمض النووي بواسطة نوكلياز داخلي يقوم بتجزئة الكروماتين إلى وحدات نيوكليوزومية ، وهي عبارة عن مضاعفات أوليغومرات بقدرة 180 نقطة أساس وتظهر كسلم DNA عند تشغيلها على هلام الاغاروز.  الإنزيم المسؤول عن تجزئة الحمض النووي المبرمج هو DNase المنشط بواسطة Caspase . عادةً ما يتم تثبيط CAD بواسطة بروتين آخر ، وهو المانع لـ Caspase Activated DNase (ICAD) . أثناء موت الخلايا المبرمج ، يقوم كاسباز المستجيب المبرمج ، كاسباز 3 ، بشق ICAD وبالتالي يتسبب في تنشيط CAD. 

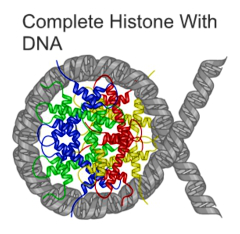
جسيم نووي يتكون من DNA (رمادي) ملفوف حول هيستون رباعي (ملون). في تفتيت الحمض النووي المبرمج ، يتم شق الحمض النووي في منطقة الرابط بين النواة ، وهو جزء من الحمض النووي غير ملفوف حول الهيستونات.

يشق CAD الحمض النووي في مواقع الرابط بين النواة بين النيوكليوسومات ، وهي الهياكل المحتوية على البروتين التي تحدث في الكروماتين على فترات تبلغ 180 نقطة أساس. وذلك لأن الحمض النووي عادة ما يكون ملفوفًا بإحكام حول الهيستونات ، وهي البروتينات الأساسية للنيوكليوسومات. المواقع الموصلة هي الأجزاء الوحيدة من خيط الحمض النووي المكشوفة وبالتالي يتم الوصول إليها بواسطة CAD.

## الاستخدامات
يلعب تفتيت الحمض النووي دورًا مهمًا في الطب الشرعي ، وخاصةً وصف
الحمض النووي .
- تعدد الأشكال لطول جزء التقييد (RFLP) هي تقنية لتحليل الأطوال المتغيرة لشظايا الحمض النووي الناتجة عن هضم عينة من الحمض النووي باستخدام نوكلياز مقيد . يقطع نوكلياز التقييد الحمض النووي في نمط تسلسل معين يُعرف باسم موقع التعرف على نوكلياز التقييد. يولد وجود أو عدم وجود مواقع تمييز معينة في عينة الحمض النووي أطوالًا متغيرة لشظايا الحمض النووي ، والتي يتم فصلها باستخدام الفصل الكهربائي للهلام . ثم يتم تهجينهم باستخدام مجسات الحمض النووي التي ترتبط بتسلسل الحمض النووي التكميلي في العينة. [14]
- في تحليل تفاعل البلمرة المتسلسل (PCR) ، يتم عمل ملايين النسخ الدقيقة من الحمض النووي من عينة بيولوجية. يستخدم لتضخيم منطقة معينة من خيط DNA (هدف DNA). تعمل معظم طرق تفاعل البوليميراز المتسلسل عادةً على تضخيم شظايا الحمض النووي التي يتراوح حجمها بين 0.1 و 10 كيلو أزواج قاعدية (كيلو بايت) ، على الرغم من أن بعض التقنيات تسمح بتضخيم الأجزاء التي يصل حجمها إلى 40 كيلو بايت. يستخدم PCR أيضًا الحرارة لفصل خيوط الحمض النووي.
- يمكن عزل الحمض النووي المجزأ أثناء موت الخلايا المبرمج ، بحجم يتراوح من 1 إلى 20 نيوكليوسومات ، بشكل انتقائي من الخلايا المثبتة في الإيثانول المثبّت المتغير طبيعة [15]